# Buffalo Springfield Again
Buffalo Springfield Again es el segundo álbum de estudio del grupo de folk rock Buffalo Springfield, publicado por Atco Records en noviembre de 1967.

## Producción
La grabación de Buffalo Springfield Again fue descrita como tensa y prolongada, debido a la ausencia habitual de Neil Young y a la incapacidad de tener un bajista permanente en la banda tras la detención de Bruce Palmer en varias ocasiones por posesión de droga. 
Entre los principales temas del álbum se incluyen tres composiciones de Young: «Mr. Soul», «Expecting to Fly» y «Broken Arrow». Los dos últimos incluyeron arreglos orquestales de Jack Nitzcsche, un asociado del productor Phil Spector, e incluyen la participación exclusiva de Young en la grabación, respaldado por músicos de sesión y sin la presencia de ningún compañero de Buffalo Springfield. 
Por su parte, Stephen Stills contribuyó al álbum con cuatro composiciones, entre ellas, con «Rock and Roll Woman», un tema coescrito con David Crosby aunque no fue incluido en los créditos de la canción. La creciente tensión tanto en el seno de Buffalo Springfield como entre miembros de The Byrds y The Hollies favoreció un acercamiento entre Stills, Crosby, Graham Nash para formar el trío Crosby, Stills & Nash.

## Recepción
En 2003, la revista Rolling Stone situó al álbum en el puesto 188 de la lista de los 500 mejores álbumes de todos los tiempos.

## Lista de canciones
| N.º | Título                    | Escritor(es) | Duración |  |
| 1.  | «Mr. Soul»                | Young        | 2:48     |  |
| 2.  | «A Child's Claim to Fame» | Furay        | 2:09     |  |
| 3.  | «Everydays»               | Stills       | 2:38     |  |
| 4.  | «Expecting to Fly»        | Young        | 3:39     |  |
| 5.  | «Bluebird»                | Stills       | 4:28     |  |
| 6.  | «Hung Upside Down»        |              | 3:24     |  |
| 7.  | «Sad Memory»              | Furay        | 3:00     |  |
| 8.  | «Good Time Boy»           | Furay        | 2:11     |  |
| 9.  | «Rock & Roll Woman»       | Stills       | 2:44     |  |
| 10. | «Broken Arrow»            | Young        | 6:11     |  |

## Personal
| Músicos - Stephen Stills: guitarra rítmica, piano, órgano, teclados y voz - Neil Young: guitarra rítmica y principal, armónica y voz - Richie Furay: guitarra rítmica y voz - Dewey Martin: batería y coros - Bruce Palmer: bajo - Norris Badeaux: saxofón barítono en «Good Time Boy» - Hal Blaine: batería - Merry Clayton: coros - James Burton: dobro y guitarra - Charlie Chin: banjo - David Crosby: voz en «Rock & Roll Woman» - Jim Fielder: bajo - Jim Gordon: batería - Doug Hastings: guitarra - Brenda Holloway: coros - Patrice Holloway: coros - Jim Horn: clarinet - Gloria Jones: coros - Carol Kaye: bajo - Shirley Matthews: coros - Harvey Newmark: coros - Gracia Nitzsche: coros - Jack Nitzsche: piano eléctrico - Don Randi: piano - Chris Sarns: guitarra - Russ Titelman: guitarra - Bobby West: bajo | Equipo técnico - Richie Furay, Jack Nitzsche, Stephen Stills, Neil Young: producción musical - Jim Messina, Bruce Botnick: ingenieros - Tim Mulligan: masterización - Loring Eutemey: diseño - Eve Babitz: ilustraciones |

## Posición en listas
| Año  | País           | Lista                | Mejor posición |
| ---- | -------------- | -------------------- | -------------- |
| 1968 | Estados Unidos | Billboard Pop Albums | 44             |